# Ipomoea ciervensis
Ipomoea ciervensis är en vindeväxtart som beskrevs av Painter. Ipomoea ciervensis ingår i släktet praktvindor, och familjen vindeväxter. Inga underarter finns listade i Catalogue of Life.